# نيكلسون غوردون
نيكلسون غوردون (22 أكتوبر 1991 في جامايكا - )  (بالإنجليزية: Nicholson Gordon)‏ هو لاعب كريكت جامايكي. شارك مع منتخب جامايكا الوطني للكريكت.

## وصلات خارجية
- نيكلسون غوردون على موقع إي آس بي آن كريك إنفو (الإنجليزية)